# Rudolf Henke

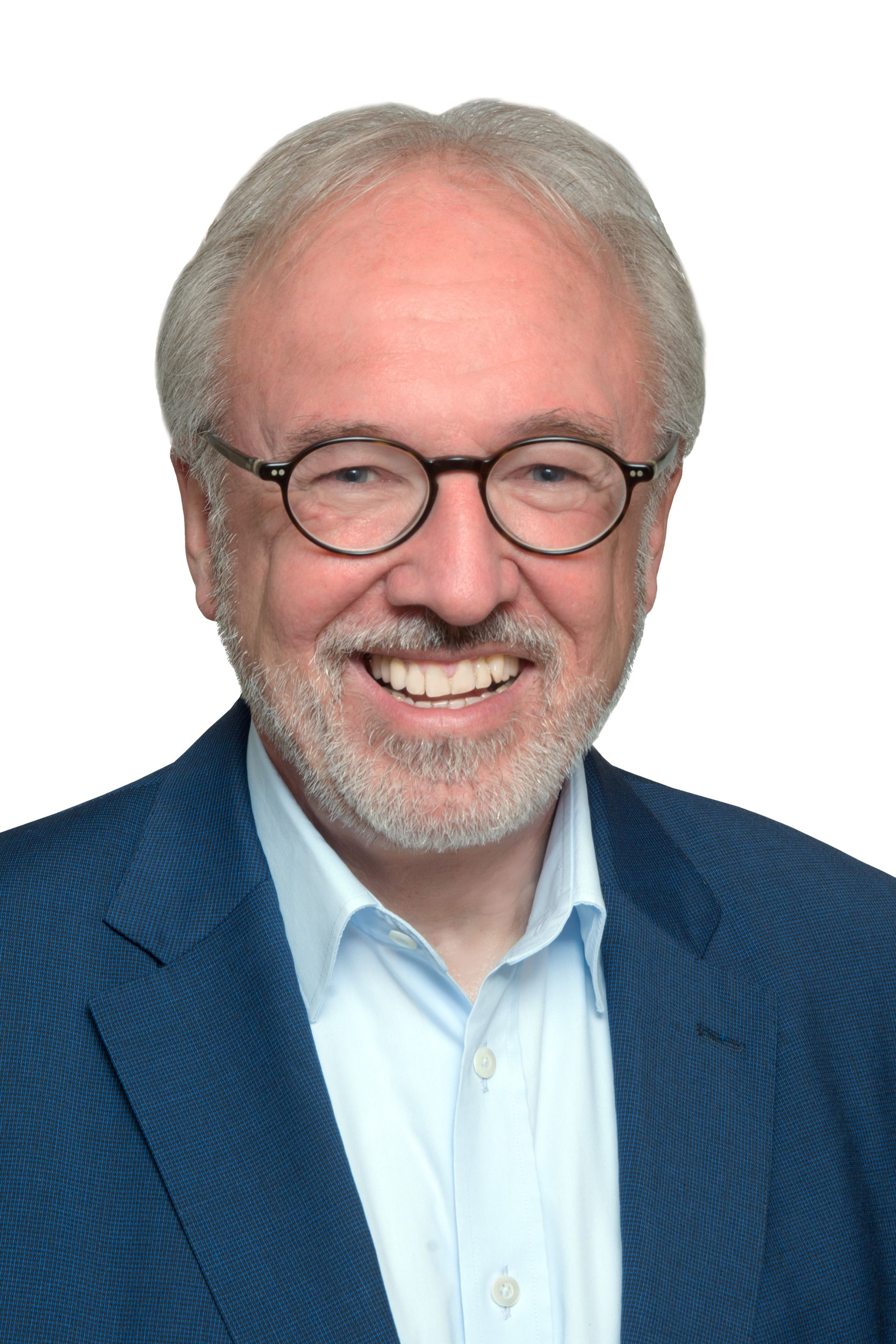
Rudolf Henke (2013)

Rudolf „Rudi“ Henke (* 5. Juni 1954 in Birkesdorf, jetzt Düren) ist ein deutscher Internist, Politiker (CDU) und Lobbyist. Er war von 2007 bis 2019 Erster Vorsitzender der Ärztegewerkschaft Marburger Bund und ist Präsident der Ärztekammer Nordrhein. Von 2009 bis 2021 war er Mitglied des Deutschen Bundestags.

## Leben

### Ausbildung und Beruf
Nach dem Abitur am Stiftischen Gymnasium in Düren und dem Medizinstudium in Aachen erhielt Henke 1979 seine Approbation. Er ist seit 1988 Facharzt für Innere Medizin. 1988 wurde er Oberarzt an der Klinik für Hämatologie und Onkologie am St.-Antonius-Hospital in Eschweiler und war auch als Bundestagsabgeordneter weiter tätig.

### Standesvertretung
Seit 1981 ist Henke Mitglied der Kammerversammlung der Ärztekammer Nordrhein, seit 1985 in deren Kammervorstand, seit November 2011 als Präsident. 1995 wurde er erstmals in den Vorstand der Bundesärztekammer gewählt. Seit 1991 bekleidet er den Posten des ersten Vorsitzenden des Landesverbandes Nordrhein-Westfalen/Rheinland-Pfalz im Marburger Bund. Am 10. November 2007 wurde Henke als Nachfolger von Frank Ulrich Montgomery zum Vorsitzenden des Marburger Bundes gewählt. Er stand bis Oktober 2019 als Erster Vorsitzender an dessen Spitze. Henke ist deutscher Delegierter des Weltärztebundes und wurde 2023 zu dessen Schatzmeister gewählt.

### Abgeordnetenlaufbahn

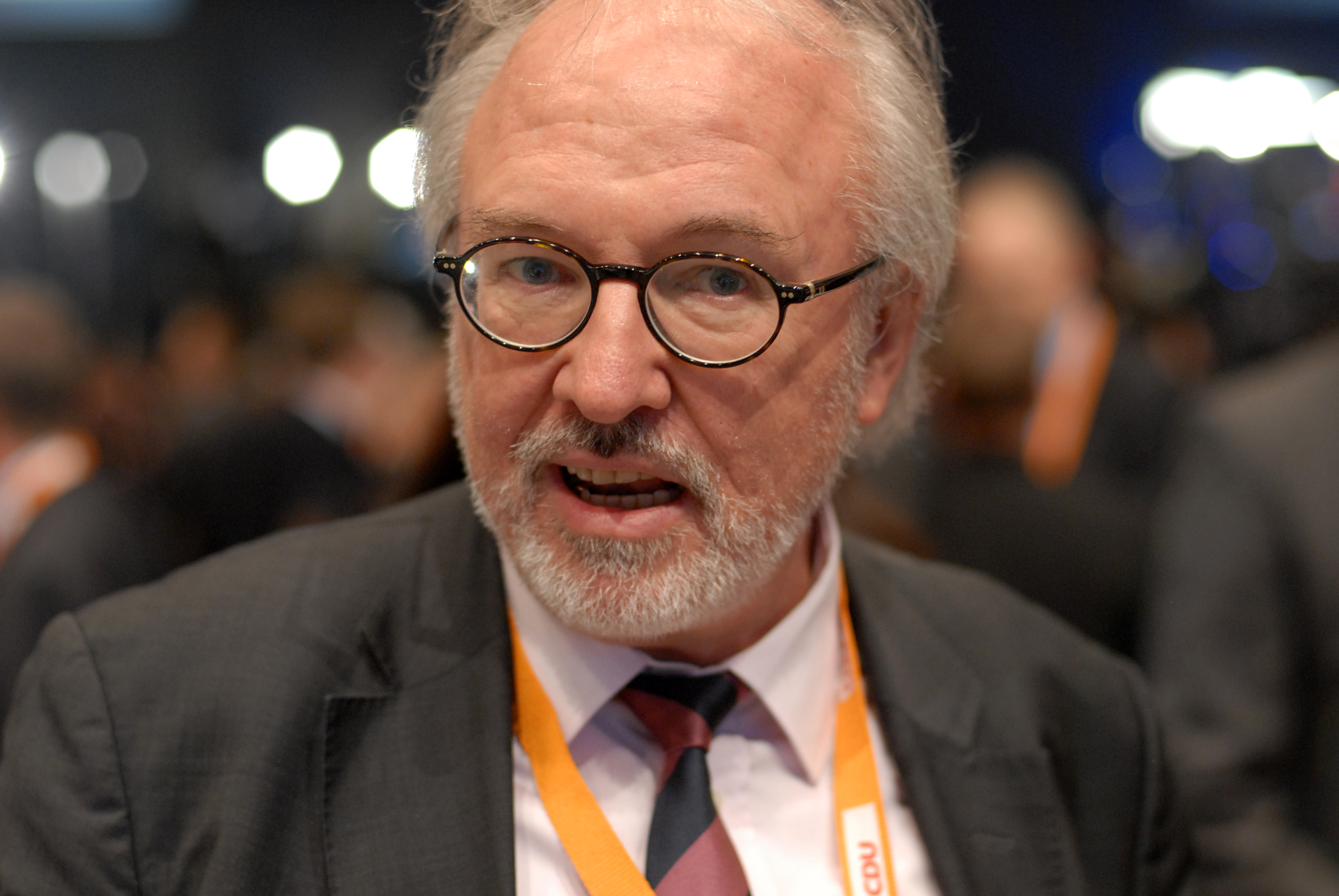
Henke auf dem CDU-Parteitag 2012

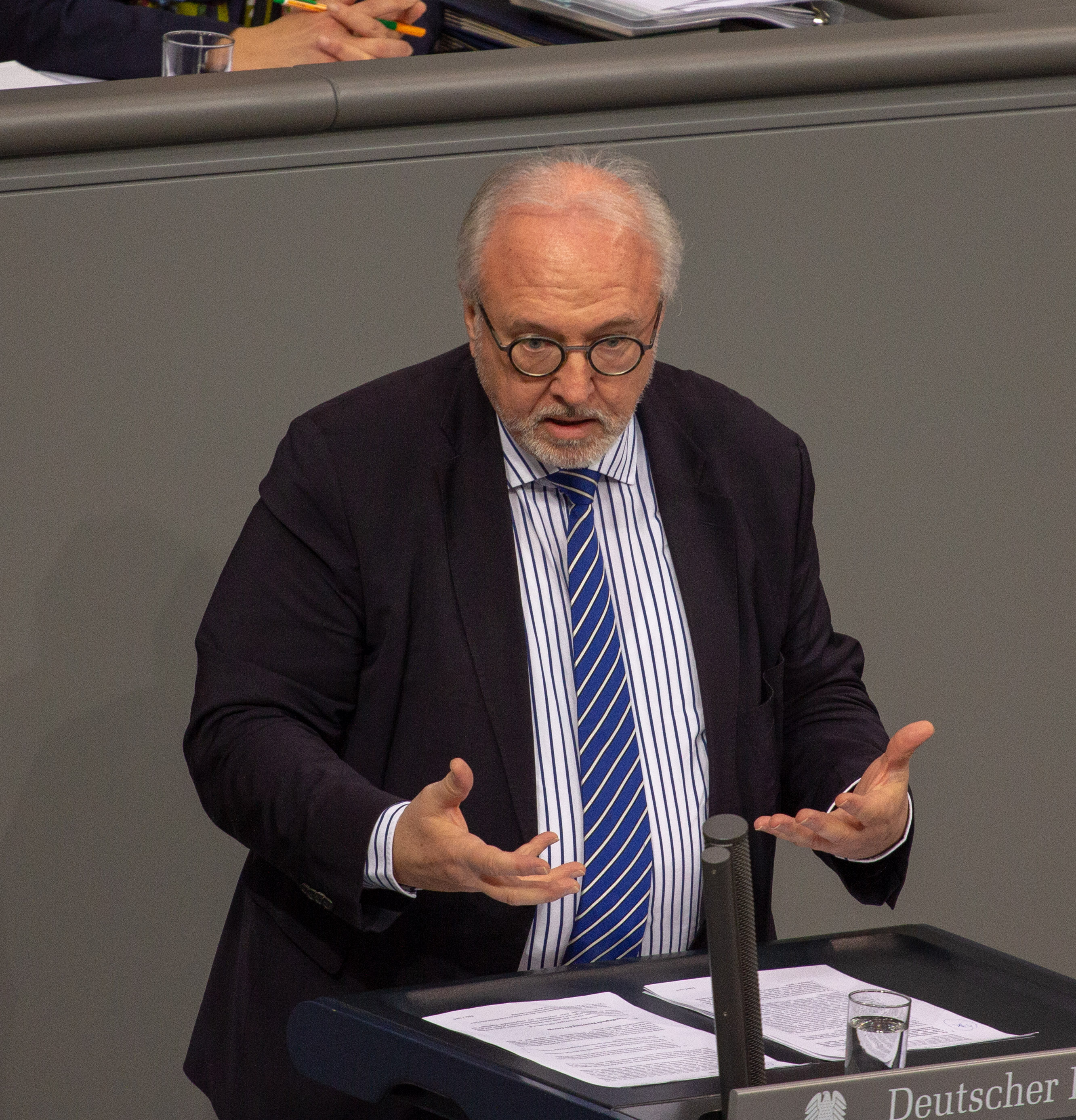
Henke im Bundestag, 2019

Seit 1992 ist Henke Mitglied der CDU. Von 1995 bis 2009 vertrat er den Wahlkreis Aachen II als Direktkandidat der CDU im Landtag von Nordrhein-Westfalen. Bei der Bundestagswahl am 27. September 2009 wurde Henke im Bundestagswahlkreis Aachen I in direkter Wahl zum Bundestagsabgeordneten gewählt und schied daraufhin aus dem nordrhein-westfälischen Landtag aus. Henke konnte sich dabei gegen die amtierende Bundesministerin für Gesundheit Ulla Schmidt (SPD) durchsetzen, die bis dahin in Aachen direkt gewählt war.
Bei der Bundestagswahl 2013 erreichte Henke mit 40,79 % der Erststimmen wieder den Einzug in den Bundestag. Bei der Bundestagswahl 2017 setzte er sich mit 33,7 % erneut gegen Ulla Schmidt durch.
Im 19. Deutschen Bundestag (2017–21) war Henke Mitglied im Ausschuss für Gesundheit sowie im Unterausschuss Globale Gesundheit. Zudem gehört er als stellvertretendes Mitglied dem Ausschuss für Arbeit und Soziales, dem Ausschuss für Bildung, Forschung und Technikfolgenabschätzung sowie der Enquete-Kommission Berufliche Bildung an. In der vorherigen Legislaturperiode war Henke stellvertretender Vorsitzender im Gesundheitsausschuss.
Bei der Bundestagswahl am 26. September 2021 verlor Rudolf Henke sein Mandat mit 25,6 Prozent der Erststimmen gegen den Grünen-Kandidat Oliver Krischer mit 30,1 Prozent.

### Sonstige Tätigkeiten
- Vorsitzender der Deutsch-Japanischen Kulturgesellschaft Aachen e. V.[11]
- Vorsitzender von Ärzte helfen Obdachlosen e. V.
- Mitglied im Caritasverband für die Regionen der Stadt Aachen und Aachen Land e. V.
- Mitglied im Förderverein Regionaler Onkologischer Schwerpunkt Eschweiler e. V.
- Mitglied der Medizinischen Gesellschaft Aachen e. V.
- Kuratoriumsmitglied der AIDS-Hilfe Nordrhein-Westfalen
- Mitglied der Europa-Union Deutschland[12]
- Vorsitzender des Vorstands der Arbeitsgemeinschaft berufsständischer Versorgungseinrichtungen e. V.[13]

### Privatleben
Henke ist verheiratet, Vater von vier Kindern und wohnt in Aachen.

## Kritik
Neben den Einkünften für seine Tätigkeiten als Abgeordneter und stellvertretender Vorsitzender des Gesundheitsausschusses 2014 bis 2017 erhielt Henke jährlich laut Bundestagsstatistik mindestens 147.000 Euro. LobbyControl warf ihm 2014 Interessenkonflikte durch seine Arbeit für Lobbygruppen vor. Insbesondere die Tatsache, dass Henke „einer der wohl einflussreichsten Ärztelobbyisten“ (Marburger Bund, Bundesärztekammer, Ärztebeirat der Allianz und der Deutschen Ärzteversicherung) und gleichzeitig stellvertretender Vorsitzender im Gesundheitsausschuss war, warf die Frage auf, inwiefern er Verbands- und Volksinteressen voneinander trennen könne. Die Verquickung führe zu Interessenskonflikten. Kritik kam u. a. von Krankenkassen, die darüber besorgt waren, „dass ein Cheflobbyist der Ärzte direkt beim Entstehen von Gesetzen dabei ist“. Auch von den Ausschussmitgliedern kam Kritik, da durch Henkes Präsenz „keinerlei Vertraulichkeit mehr“ gewahrt sei, wodurch die Gefahr bestehe, dass die Ärztelobby gegenüber anderen Verbänden einen Informationsvorsprung erhielt. Henke widersprach den Befürchtungen.